# Мозес Чарикар
Мойсей (Мозес) Самсон Чарикар -  індійсько-американський науковець з інформатики та інформаційної безпеки, який працює професором у Стенфордському університеті (США). 

## Навчання
Мозес Чарикар народився в Бомбеї, Індія, і змагався за Індію в 1990 і 1991 роках на міжнародних математичних олімпіадах, де він завоював бронзову та срібну медалі, відповідно..
Він здобув ступінь бакалавра в Індійському технологічному інституті у Бомбеї. У 2000 році Мозес Чарикар здобув докторський ступінь з тематики алгоритми кластеризації в Стенфордському університеті, під керівництвом Раджева Мотвані..

## Наукова діяльність
Ще під час навчання він приєднався до Google у дослідницькій групі. А у 2001 році Мозес Чарикар почав працювати на посаді професора інформатичного факультету Прінстонського університету у Сполучених Штатах Америки.

### Наукові інтереси
Теми його досліджень включають алгоритми наближення, потокові алгоритми та метричні вкладення. Він став відомим завдяки створенню алгоритму SimHash, який використовує Google для виявлення нечітких дублікатів..

## Нагороди
У 2012 році він був удостоєний премії Канеллакіса разом з Андреєм Бродером та Петром Індиком за свої дослідження з приводу локалізації чутливого хешування..